# St. George's College (Quilmes)
St. George's College es un colegio privado, bilingüe, mixto de aprendizaje localizado en Quilmes, provincia de Buenos Aires, Argentina. Fundado en 1898, está entre las escuelas más exclusivas en Argentina, y de Latinoamérica. St. George's College es la primera escuela de pupilaje establecida en Latinoamérica, y la segunda escuela de origen Inglés más antigua de Argentina. Originalmente solo para hombres, St. George's se convirtió en una escuela de aprendizaje mixto en 1975, siendo una de las pioneras en el entorno.
En la Primera y Segunda Guerra Mundial, muchos Old Georgians (OGs) combatieron y lamentablemente algunos murieron. Los nombres de los difuntos están mostrados en la capilla del college (secundario).

## Historia
En 1895 el reverendo Joseph T. Stevenson, un pastor anglicano nacido en Sudáfrica y educado en el Colegio San Agustín de Canterbury, recibió la propuesta de hacerse cargo de la Iglesia Anglicana de Todos los Santos en Quilmes, donde “residían 2000 feligreses y había muchas oportunidades para desarrollarse.”
Muchos años después contó que la información que le habían dado era errónea. A su llegada encontró que los feligreses anglicanos eran 200 y que había pocas posibilidades de desarrollo. Por consiguiente, decidió regresar a Inglaterra, pero como existía la posibilidad de reunir fondos para fundar una escuela, y una señora de Quilmes tenía una propiedad llamada Quinta Rooke que quería alquilar o vender, el reverendo Stevenson se presentó ante el Consejo Obispal, pidiendo permiso para fundar una escuela. A pesar de algunas dudas se alquiló la Quinta Rooke por dos años con opción a compra durante o al finalizar dicho lapso al precio de £5.000, pero antes de que expirara el plazo, fue adquirida gracias a la generosidad de muchas personas y empresas. El terreno era de 72 000 metros cuadrados con un edificio amplio de una planta, una pequeña casa y caballerizas. El director junto con su familia, los alumnos, la encargada de los pupilos y las mucamas residían en el edificio, los profesores ocupaban la parte alta de la casa y el resto del personal doméstico vivía en la planta baja.
El lema elegido era “Vestigia Nulla Retrorsum” tomado de la fábula del zorro y el león según el poeta Horacio “Quia me vestigia terrent, / Omnia te adversum spectantia / Nulla retrorsum”, dijo el zorro al león que lo había invitado a su guarida. “Temo esos pasos, todas las huellas llevan a tu hogar, pero ninguna indica el camino de regreso.’’ Estas palabras denotan integridad, verdad, temor a Dios y la verdadera religión, principios que los fundadores de St George’s College y sus sucesores han tratado de mantener e inculcar.
Los fundadores se propusieron abrir el Colegio siempre y cuando contaran con 20 varones, todos pupilos; pero en realidad St George’s College se inauguró en 1898 con solo seis alumnos. Esto fue posible porque el director, que todavía era el capellán de Quilmes, ofreció trabajar gratis y los fundadores acordaron que cualquier déficit sería cubierto con su propio dinero.
El progreso fue lento al principio pero luego adquirió mayor rapidez. Se compraron más terrenos y se levantaron o ampliaron más edificios. En 1901 se publicó el primer número del anuario The Georgian y en 1908 se fundó el Club de exalumnos, que ahora tiene más de 1500 socios. La primera cena anual se celebró en 1910 y durante ese mismo año se construyó el Sanatorio. El Pabellón, que todavía existe, se construyó en 1911 para celebrar la coronación del rey Jorge V. En el Día de los Fundadores de 1913, se colocó la piedra fundamental de la capilla. Debajo de la misma se enterró una cápsula que contenía ejemplares de los diarios “Buenos Aires Herald”, “La Nación”, y “The Standard”, un “prospecto del Colegio”, un número de “The Georgian” y varias monedas vigentes en ese momento. En 1919 se inauguró el edificio de aulas y en 1923 se jugó al rugby por primera vez. En julio de 1925, un profesor de Inglés, Aimé Tschiffely, comenzó su famosa marcha a caballo de 10 000 millas de Buenos Aires a Nueva York. En marzo de 1928 se inauguró el edificio de la Biblioteca (hoy Matemáticas), construido sobre la antigua piscina y se inauguró una nueva .
El 10 de agosto de 1929 se abrió la Escuela Primaria (Prep) y en marzo de 1935 Stevenson se jubiló. En su discurso de despedida a los exalumnos dijo: “Aprovecho esta oportunidad para recordarles que no es lo que un hombre consigue lo que cuenta sino lo que es; primero debe pensar en su carácter y después en su condición, porque el que tiene carácter no debe temer por su condición, ya que es su carácter el que la determinará. Arriesguen todo por su carácter, ya que es el más valioso capital con el que contarán.”
Y así se alejó Stevenson, respetado y amado por todos, pero su espíritu prevalecía en el Colegio. Jackson, otro director con muchos años al frente del Colegio, decía en 1942: “Algunos pensamos que los colegios son instituciones acumuladoras de saber; otros que son el medio para que nuestros hijos aprendan a ganarse la vida. Una verdadera escuela no es nada de eso; es donde el niño debe aprender a buscar la verdad, donde quiera que esté. Los padres envían a sus hijos acá porque quieren que se les inculquen estos principios, que sepan asumir su rol en esta república de habla hispana, de la que son leales ciudadanos. En St George’s se prepara a los estudiantes para que continúen sus carreras en universidades de este país, Estados Unidos y Gran Bretaña.”
El canónigo Jackson fue un hombre de mucha visión. Previó que para marzo de 1945 St George’s College debería ofrecer comodidades para 70/100 alumnos menores, y se requerían cinco aulas adicionales para este mismo sector además de más espacio para los mayores. Previó también la necesidad de tener dos nuevos laboratorios, un museo y facilidades para trabajos de fotografía. Pero estaba haciendo estos planes en 1945 durante una guerra cuyo final era aún imprevisible, y muchos de sus proyectos no pudieron llevarse a cabo. Así todo, el edificio para los menores estuvo listo en marzo de 1945.
Todo fue muy difícil después de la guerra, y el incendio de julio de 1959 fue un golpe duro. Si hubieran estado los alumnos en el Colegio, el incendio no se hubiera propagado, alguien hubiera visto el humo y las llamas, pero ocurrió el primer domingo de julio durante las vacaciones y nadie lo detectó. El edificio original del Colegio y todo su contenido, se perdió totalmente. La situación era crítica, pero bajo la guía de Jackson y con un tremendo esfuerzo St George’s pudo recibir a sus alumnos nuevamente al finalizar las vacaciones.
El gimnasio se convirtió en dormitorio y 89 pupilos pudieron dormir en el Colegio. Mientras tanto se comenzó a planificar la construcción de nuevos edificios en reemplazo de los destruidos. El edificio del comedor y la cocina para 350 alumnos, comenzado a principios de 1960, se inauguró en marzo de 1961. El nuevo edificio Lockwood para alojar a 56 varones, se demoró algo más por falta de fondos. Fue en la inauguración del edificio del comedor y la cocina, para el fin de curso de 1960, que Jackson anunció su intención de jubilarse. Había pasado 30 años en St George’. El Colegio debe su fundación y progreso a la capacidad de Stevenson; su existencia actual se debe, en no poca medida, a la fe y al coraje de Jackson.

## Estructura

### Headmaster
El director de St George's College desde 2021 es James Belmonte-Diver. Inglés, nacido en 1973 y educado en un colegio estatal de Wimbledon, James estudió en la Universidad de Cardiff, luego obtuvo un MA en University College London y un Associate Diploma del Trinity College London.
Diver comenzó a enseñar en 2001 en el London Oratory School, donde fue Housemaster, sumó nuevas materias al curriculum escolar y estuvo a cargo de la Escuela de Verano. En 2010 aceptó un puesto de liderazgo en The British School (TBS) de Río de Janeiro donde supervisó el desarrollo de la nueva sede en Barra da Tijuca. En 2014 asumió en St Paul’s como Jefe Académico Adjunto y, desde 2016, se desempeña como Director Adjunto.
Durante su carrera en educación, James ha enseñado diversas materias que incluyen Historia, Educación Física, Latín, Música, Tecnologías Informáticas, Geografía y Perspectivas Globales.

### Académico
St George's College es una escuela competitiva, ya que se debe tomar un examen de ingreso para ingresar a primer grado. El colegio sigue el programa de los exámenes internacionales de Cambridge en los niveles "O" y "A", y es miembro del Bachillerato Internacional desde 1984, siendo pionera en ello. Se desarrolla el PYP y el DP. En 2020 ha sido autorizada para rendir exámenes SAT.

### El sistema de casas
La escuela tiene un sistema colegiado (casa) que consta de cuatro casas en la escuela primaria y secundaria que se identifican por color. 
| Casa      | Colores       |
| --------- | ------------- |
| Roberts   | Rojo y blanco |
| Haxell    | Blanco y azul |
| Jackson   | Rojo y azul   |
| Stevenson | Blanco        |

| Casa     | Colores            |
| -------- | ------------------ |
| Lockwood | Rojo y azul        |
| Cutts    | Amarillo y negro   |
| Agar     | Azul y blanco      |
| Farran   | Celeste y amarillo |

Cada estudiante pertenece a una casa y hay un maestro de la casa que es asistido por otros miembros de la facultad y los capitanes de la casa. Cada niño hereda la casa de sus parientes anteriores y los nuevos estudiantes se asignan a una casa de forma aleatoria. Los nombres de las casas se obtienen de los padres fundadores que desempeñaron un papel fundamental en el establecimiento y desarrollo de la escuela, como Lockwood, el primer rector.

### Deportes
Los deportes principales de la escuela son el rugby y el hockey sobre césped femenino. Aparte de esas actividades, St. George's también alberga fútbol, atletismo, baloncesto, cricket, golf, natación, tenis, Balonmano y voleibol.
El 28 de abril de 1908, el director de St. George's College, Joseph Stevenson, y dieciséis exalumnos establecieron el Old Georgian Club. El equipo de rugby ingresó al River Plate Rugby Union Championship (actual Unión Argentina de Rugby) en 1935, ganando los campeonatos de 1937, 1938 y 1939. En 1978, el club se retiró de la Unión. Actualmente la institución se enfoca en cricket, fútbol, regatas, golf y tenis. Desde 2015 ha vuelto a competir en los torneos de URBA y ha ascendido 4 categorías, compitiendo en la actualidad en el torneo de Primera C.